# 巴蘭科米納斯
巴蘭科米納斯是哥倫比亞的城鎮，位於該國東部，由瓜伊尼亞省負責管轄，面積6,457平方公里，海拔高度111米，2005年人口1,262，人口密度每平方公里0.2人。